# Les Cousins fringants
 (octobre 2017).
Les Cousins fringants est une association culturelle francophone à but non lucratif, fondée en 2004. 
L'initiative est venue de fans européens du groupe québécois Les Cowboys fringants et d'amoureux de la culture du Québec. Elle cesse officiellement ses activités en 2016.

## Historique
L'origine des termes « Cousins fringants » est décrite par un des fondateurs : 

« Le nom a été donné par des Québécois aux Européens de France, de Belgique et de Suisse qui se sont rencontrés à partir de 2003 sur le forum de discussion dit Forum du peuple rattaché au site Internet du groupe québécois les Cowboys fringants. ».

 Le nom et le logo sont donc choisis à la suite des propositions et des votes sur ce forum. 
Le logo est composé de : 
- 4 fleurs de lys blanches représentant le Québec ;
- 8 étoiles jaunes représentant l'Europe ;
- L'automobile est issue de la pochette de l'album Break syndical des Cowboys fringants, sorti au Québec en 2002.

Le logo et le nom sont déposés à l'INPI).
L'association à but non lucratif est déclarée le 23 mars 2004 et la déclaration est publiée au Journal Officiel le 10 avril 2004. Elle est créée pour faciliter l'organisation à l'occasion de la toute première venue des Cowboys fringants en Europe à l'Élysée Montmartre en avril 2004. Le journaliste Michel Dolbec s'interroge sur les causes d'un remplissage de la salle (1 500 places) sans promotion. Il avance l'idée d'un effet de bouche à oreille orchestré sur Internet. Les cousins ont en effet diffusé la date de l'événement par Internet plusieurs mois avant et ont fixé un point de rendez-vous avant le concert. Les fans, qui ne se sont jamais rencontrés et ne se connaissent que de noms, portent des T-shirts bleus spécialement créés pour l'occasion afin de se reconnaître. 
L'association est très vite contacté par les médias québécois présents pour cet événement désirant savoir ce qui plaît tant aux Français chez ce groupe québécois majoritairement inconnu en France. Les textes engagés sur des thèmes universels et qui ont du sens, les expressions québécoises authentiques et la musique festive sont les réponses les plus couramment exprimées et recueillies par Sylvain Cormier, du journal La Presse.
Les Cousins fringants sont décrits par certains journalistes et auteurs comme : Un « fan club » européen très actif, réunissant des amateurs français, belges et suisses, un « fan club Internet/Street team » ou un « relais européen des actualités du collectif québécois ».
En 2005, l'association participe à l'élaboration d'une Quinzaine culturelle sur le Québec dans une salle culturelle associative en banlieue parisienne.
Elle est partenaire officielle en 2008 de la première édition d'un nouveau festival franco-québécois : Le retour du lys à Dinan qui a accueilli le groupe québécois Mes aieux. En 2009, l'association fête le cinquième anniversaire de sa fondation dans un bar bruxellois privatisé pour les membres avec la présence amicale du groupe Les Cowboys fringants, avant un concert du groupe québécois en Belgique. 
L'association doit réduire ses activités à partir de 2014, faute du renouvellement de ses membres animateurs et de ses dirigeants, tous bénévoles. 
Lors de la liquidation officielle de l'association en 2016, il est fait don du reliquat du montant du compte bancaire (équivalent à environ 2 000 dollars canadiens) à la Fondation Cowboys Fringants dans le but de faire planter environ 200 arbres dans la région de Montréal.[réf. nécessaire].

## Les activités associatives
L'objectif inscrit dans les statuts de l'association est de promouvoir gratuitement en Europe francophone la culture du Québec, dont le groupe Les Cowboys fringants, considérés comme des représentants actuels de la culture québécoise populaire. 
Les méthodes utilisées sont principalement sur Internet : un site Internet (jusqu'à 65 000 visites annuelles en 2014), un forum de discussion et d'annonces (Forum Yahoo entre 2003 et 2005 puis Forum Lycos avec jusqu'à 650 membres inscrits en 2014) et un blog de découvertes d'artistes émergents (fermé en 2010).
Elle organise également des soirées cinéma québécois dans un cinéma de quartier comme par exemple la projection du film Congorama de Philippe Falardeau annoncée par les publications locales.
Depuis 2005, sont organisés des voyages en groupe de découverte culturelle au Québec et les membres accueillent des québécois de passage en Europe. L'association organise des week-ends de rencontres partout en France ainsi qu'en Belgique et Suisse et son Assemblée générale annuelle des membres est organisé dans des lieux différents comme : Saint-Malo, Mauléon, Briare, Lille, Saint-Flour, Cap-Breton, Amiens, en Bourgogne, dans le Cantal, dans le Jura, en Touraine, à Maison-Alfort, Paris, Mons, Spa, Bruxelles, Pully, , etc.
De nombreux artistes plus ou moins en émergence sont découverts et soutenus par les Cousins comme le rappelle Raphael Gendron-Martin, dans le Journal de Québec. L'association organise des rencontres et des entrevues avec les artistes et une chaîne sur Youtube est créée pour la diffusion. Elle encourage les relations avec les agents, les tourneurs et les attachés de presse des artistes québécois ainsi que les festivals et les revues spécialisées. 
Elle répond aux sollicitations des médias spécialisés ou généralistes pour faire la promotion des artistes du Québec comme Le Journal de Montréal par exemple.

## Le réseau associatif
L'association propose des offres gratuites ou à tarifs réduits de spectacles pour ses membres. Elle soutient et promeut les hébergements réciproques et gratuits et le covoiturage à l'occasion des déplacements. Elle propose l'achat groupé de produits d'artistes peu diffusés en Europe afin de réduire les frais de port et d'import. 
Les membres initient une communauté d'entraide et d'échanges. C'est un véritable réseau européen d'amitié qui se créé et dont peuvent bénéficier de nombreux membres et sympathisants, selon les propos recueillis par sarah Lévesque dans un article de la revue de musique francophone « Sur la même longueur d'onde ». 
L'association compte jusqu'à 70 membres cotisants annuel (21 en 2005, 30 en 2006, 57 en 2008, 69 en 2009, 60 en 2010, 38 en 2011 et en 2012 et 23 en 2013, selon les chiffres recueillis auprès d'un membre fondateur)[réf. nécessaire]. 